# Saint Matthieu et l'Ange (Rembrandt)
Pour les articles homonymes, voir Saint Matthieu et l'Ange (homonymie).
Saint Matthieu et l'Ange est un tableau peint par Rembrandt en 1661. Il mesure 96 cm de haut sur 81 cm de large. Il est conservé au musée du Louvre à Paris.